# Actia cuthbertsoni
Actia cuthbertsoni är en tvåvingeart som beskrevs av Charles Howard Curran 1933. Actia cuthbertsoni ingår i släktet Actia och familjen parasitflugor. Inga underarter finns listade i Catalogue of Life.